# Egå Engsø
Egå Engsø er et resultat af en politisk beslutning i det daværende Århus Amtsråd.
Søen blev etableret i oktober 2006 ved at stoppe den kunstige dræning af en række enge i Egådalen, beliggende mellem Vejlby, Elev, Lystrup, Risskov, Mollerup og Egå. Både Egåen i vest og Ellebækken i nord fører vand til søen. Ved Lystrupvej i øst løber Egå Engsø ud i Egåen, som afvander området til Aarhusbugten ved Egå Marina. Vandmængden i Engsøen varier (per design) ganske meget, men normalt er søen lavvandet med en middeldybde på 1 m og en maksimal dybde på ca. 1,7 m. Vandstanden kan stige med en ekstra meter eller mere i særlige situationer. Søen dækker normalt 115 hektar og er omgivet af godt 50 hektar enge, som ikke er offentligt tilgængelige langs søens bredder. Der er anlagt en sti på ca. 5,2 km hele vejen rundt om søen. Et vigtigt element i naturgenoprettelsen af område har været etableringen af faunapassager under broerne. Aarhus Kommune har udlagt to strækninger ved søen til fri fiskeri.
Området omkring Egå Engsø er populært, og det er da også et mål for Aarhus Kommune at gøre området attraktivt og nemt tilgængeligt for byens borgere. Et australsk vinfirma har sponsoreret flere gangbroer samt et fugletårn ved sydkysten. Ikke langt derfra - udfor Engsøens eneste bådebro - ligger der et aktivitets- og læringsområde beregnet for både skoleklasser og interesserede besøgende. Området er skabt med inspiration fra en typisk jægerstenalder-boplads med en stor bålplads i midten, omkranset af flere shelters. De kan bookes til overnatning. I området er der en række legeredskaber spredt i landskabet. Der er også muldtoiletter.
Mod vest er der via et stisystem til cykler og gående adgang til Mollerup Skov. Ligeledes er der mod vest etableret en sti mod Terp. Den blev indviet i juni 2008. Via den, kan man fra Terp følge Kirkestien til Lisbjerg og Lisbjerg Skov. 

## Historien
På stedet var oprindeligt et vådområde, der blev drænet i 1950'erne. Området blev i de næste 50 år brugt til landbrugsjord.
I 1990'erne var vandkvaliteten og det naturlige økosystem i og omkring Egåen, som området dræner til, imidlertid blevet nedbrudt pga. det intensive landbrugs brug af nitratgødning. Aarhus Amt, Aarhus Kommune og Skov- og Naturstyrelsen besluttede derfor at danne søen for at opfylde Vandmiljøplan II og reducere eutrofieringseffekten gennem bakteriel denitrifikation.

En anden vigtig motivation har været behovet for et forbedret forsvar mod øgede nedbørsmængder. Søen blev etableret samtidig med de første arbejder til Djurslandmotorvejen fra E45 mod Djursland (primærrute 15, der blev åbnet den 5. september 2008). Anlægsprisen var i 2006 kr 31,2 millioner, og Aarhus Kommune er i dag eneejer og forvalter af området. 

## Miljøaspekterne
Teoretisk set er Egå Engsø beregnet til at fjerne og skåne Aarhus Bugten for 36 ton kvælstof og 0,6 ton fosfor på årsbasis. Det svarer til henholdsvis 4,4% og 2,1% af de næringsstofmængder, bugten tilføres fra oplandet.

## Flora og fauna
Mange vådområder i Danmark er blevet drænet, nedlagt, forurenet eller omlagt gennem de sidste 200 år, og det er i dag en truet landskabstype.. Derfor er megen af den flora og fauna der er i og omkring Egå Engsø også sjælden eller relativt sjælden herhjemme. Flere er på den danske rødliste (under den internationale IUCN Red List). Enkelte er tillige beskyttet af EUs habitat direktiver. Her er nogle få eksempler:
- Læge-kulsukker vokser her, men er ellers sjælden i Danmark.
- Den tykskallede malermusling lever her. Den er ellers sjælden i Danmark og truet (EN) på globalt plan. Danmark er forpligtet til at beskytte den i henhold til EUs habitatdirektiv (Bilag II og IV). Malermuslinger er en indikatorart for god vandkvalitet og er vigtig for naturpleje generelt set.[12]
- Der er observeret mosehornugler i søområdet. Arten er kritisk truet (EN) og relativt sjælden i Danmark.[13]
- Området er også rasteplads for den hvide stork, som er kritisk truet (CR) og relativt sjælden her i Danmark, hvor bestanden er gået støt tilbage de sidste 200 år. På globalt plan er den hvide stork dog heldigvis ikke truet (LC).
- Hvidøjet and er også registreret her ved flere lejligheder. Den er sjælden i Danmark og næsten truet (NT) globalt set.
- Sortternerne, der lever her, er truede (EN) og relativt sjældne i Danmark.
- Lærkefalken er relativt sjælden her i Danmark med meget få ynglende par. Ligesom mange af de andre sjældne arter har den behov for vådområder og er altså observeret ved Egå Engsø.
- Flere sjældne flagermusearter er set ved Egå Engsø, og de er fredede i henhold til habitatdirektiverne (Bilag IV).
- Den fredede odder er også set og er muligvis ved at etablere sig i området. Den er Danmark også forpligtet til at beskytte efter habitatdirektiverne (Bilag IV).
- Den fredede brud, der er i familie med måren, bor her. Den er Danmarks mindste rovpattedyr og relativt sjælden.
- Havørne[14]

Egå Engsø udmærker sig ellers ved at være meget rig på de mere almindelige dyrearter i Danmark, og der er allerede etableret en stor biodiversitet i og omkring søen.
Engene omkring søen afgræsses flere steder af kreaturer i sommerhalvåret for at skabe ideelle betingelser for engenes særlige flora og fauna.

## Arkæologiske fund
I stenalderen efter den sidste istid var området omkring Egå Engsø en lille del af en stor fjordarm, der fyldte hele Egådalen og strakte sig fra Aarhus Bugten helt ind til Lisbjerg. Moesgård Museum har fundet talrige spor efter de første menneskers bopladser, stammebåde og køkkenmøddinger i Egådalen. I de vidtstrakte skove, der dominerede landet dengang, har stenalderfolket nedlagt urokse, elg og vildsvin, og i fjorden har de fisket, samlet skaldyr og drevet hvalfangst. Spækhuggere har udgjort et væsentligt menupunkt for stenalderfolket ved Aarhus Bugten. Hvalerne blev nedlagt med kastespyd og lanser, og jagten foregik muligvis i de smalle stammebåde. Mindst 16 af de tonstunge, sorthvide tandhvaler er der konstateret knoglerester efter. Nogle af de udgravede stammebåde ved 'Lystrup Enge' er 7000 år gamle (kulstof 14 daterede til år 5210-4910 f.Kr.) og dermed de ældste både i Nordeuropa.

## Galleri
- Egå Engsø med Lisbjerg på bakken i baggrunden.
- Egå Engsø med Skejby på bakken i baggrunden.
- Enge ved Egå Engsø.
- De våde enge ved søens bred græsses af kvæg for at forhindre tilgroning
- Aktivitets- og lærings-området.
- Egåen på sin vej mod søen.